# Cobra Records
Cobra Records — американський незалежний лейбл звукозапису, який діяв з 1956 по 1959 роки в Чикаго (Іллінойс). Лейбл орієнтувався на випуск музики у жанрах блюз і ритм-енд-блюз. Мав дочірній лейбл Artistic.

## Історія
Заснований у 1956 році в Чикаго Еліасом П. (Елі) Тоскано (1924—1967), який був мексикансько-італійського походження, власником музичної крамниці і майстерні з ремонту телевізорів з Техасу завдяки підтримці промоутера Говарда Бедно (1919—2006). Сесії звукозапису проходили у студії Boulevard Studio в Чикаго.
Тоскано швидко найняв Віллі Діксона з Chess Records як продюсера і басиста. Діксон, у свою чергу, відчував себе обмеженим у своїх стосунках з лейблами Chess і дочірнім Checker і прагнув отримати більше сесій як продюсер. Діксон відразу ж запросив на лейбл Отіса Раша, блюзового співака і гітариста, якого щойно не взяли на Chess, здебільшого через те, що, на їхню думку, його звучання було дуже схожим на Мадді Вотерса. До цього Раш активно виступав у клубах Чикаго в районах Саут-Сайд і Вест-Сайд.
Першим випуском лейблу (1 вересня 1956 року) стала пісня Отіса Раша «I Can't Quit You Baby» (Cobra 5000), яка відразу стала хітом і посіла 6-е місце в чарті R&B Singles в 1956 році.
З середини 1950-х років на лейблі записувались ритм-енд-блюзова співачка Бетті Еверетт, Гарольд Беррейдж, Шейкі Гортон, Санніленд Слім, Лі Джексон, Літтл Віллі Фостер, Гітар Шорті, Айк Тернер та ін. Меджик Сем познайомив Бадді Гая з Тоскано. Гай зробив декілька записів на Artistic, включаючи сингли 1958 року «This Is the End», «Try to Quit You Baby» і «You Sure Can't Do», продюсером яких виступив Віллі Діксон. Лейбл проіснував лише декілька років (разом зі своїм дочірнім Artistic був закритий у 1959 році) і першим представив нову плеяду гітаристів (Отіс Раш, Меджик Сем, Бадді Гай), що відійшли від післявоєнного електричного блюзу і створили сучасне блюзове звучання.
21 вересня 1967 року Елі Тоскано потонув під час інциденту, коли намагався завести мотор човна.
У 1993 році Capricorn Records випустили збірку найкращих пісень лейблу Cobra під назвою The Cobra Records Story: Chicago Rock and Blues, 1956—1958 на двох CD.

## Визнання
Пісні «I Can't Quit You Baby», «Double Trouble» і «All Your Love (I Miss Loving)» Отіса Раша і «All Your Love» Меджика Сема були включені до Зали слави блюзу в категорії «Класичний блюзовий запис».